# Komorze, West Pomeranian Voivodeship
Komorze [kɔˈmɔʐɛ] (tiếng Đức: Bewerdick)  là một ngôi làng thuộc khu hành chính của Gmina Borne Sulinowo, thuộc hạt Szczecinek, West Pomeranian Voivodeship, ở phía tây bắc Ba Lan. Nó nằm khoảng 14 kilômét (9 mi) phía tây bắc Borne Sulinowo, 24 km (15 mi) về phía tây nam của Szczecinek, và 120 km (75 mi) về phía đông của thủ đô khu vực Szczecin.
Trước 1772, khu vực này là một phần của Vương quốc Ba Lan, 1772-1945 Phổ và Đức. Để biết thêm về lịch sử của nó, xem Hạt Drahim và Lịch sử của Pomerania.
Làng có dân số 60 người.